# Eunola
Eunola ist eine Town im Geneva County, Alabama, USA. Die Gesamtfläche des Ortes beträgt 2,5 km². Nach einer Schätzung aus dem Jahr 2005 hat das Dorf 184 Einwohner.

## Demographie
Bei der Volkszählung aus dem Jahr 2000 hatte Eunola 182 Einwohner, die sich auf 87 Haushalte und 56 Familien verteilten. Die Bevölkerungsdichte betrug somit 74,8 Einwohner/km². 89,56 % der Bevölkerung waren weiß, 8,79 % afroamerikanisch. In 28,7 % der Haushalte lebten Kinder unter 18 Jahren. Das Durchschnittseinkommen betrug 26250 Dollar pro Haushalt, wobei 14,6 % der Bevölkerung unterhalb der Armutsgrenze lebten.

## Quelle
- Website des U.S. Census Bureau (englisch)